# Allogalumna microporosa
Allogalumna microporosa är en kvalsterart som beskrevs av Sandór Mahunka 1979. Allogalumna microporosa ingår i släktet Allogalumna och familjen Galumnidae. Inga underarter finns listade i Catalogue of Life.